# مسجد پامنار (زواره)
مسجد پامنار و منار آن مربوط به دوره سلجوقیان است و در زواره، کوچه پامنار (بن کوی) واقع شده و این اثر در تاریخ ۱۲ اسفند ۱۳۱۵ با شمارهٔ ثبت ۲۸۴ به‌عنوان یکی از آثار ملی ایران به ثبت رسیده است.
مکان فعلی آن در عهد باستان آتشکده‌ای بوده که از ظهور اسلام تبدیل به مسجد گردیده است. در این مسجد که اساس آن متعلق به زمان سلجوقیان است، شش ایوان کوچک و شش محراب و یک مناره با تزئینات متنوع و پرکار آجری و یک‌رشته تزئینات هنری از نوع گچ‌بری‌های ظریف جلب توجه می‌کند.
منارۀ این مسجد که از نظر قدمت دومین مناره‌ای است که در ایران ساخته شده دارای کتیبه‌ای کمربندی به خط کوفی آجری است که بانی آن را محمد بن ابراهیم و سال ساختمان آن را 461 تعیین می‌کند.